# LNB Pro A 1993-94
La LNB Pro A 1993-1994 fue la edición número 72 de la Pro A, nueva denominación de la Nationale A1, la máxima competición de baloncesto de Francia. Los doce mejor clasificados accederían a los playoffs, descendiendo a Pro B el ESPE Basket Châlons-en-Champagne, último clasificado, y el ASA Sceaux por problemas económicos.
El campeón sería por octava vez en su historia el CSP Limoges, tras derrotar al Olympique d'Antibes en la final en dos partidos.

## Equipos 1993-94
| Equipo                      | Ciudad               | Pabellón                                    | Capacidad |
| --------------------------- | -------------------- | ------------------------------------------- | --------- |
| Olympique d'Antibes         | Antibes              | Salle Jean-Bunoz                            | 5000      |
| ESPE Basket                 | Châlons-en-Champagne | Salle Pierre de Coubertin                   | 2800      |
| Cholet Basket               | Cholet               | La Meilleraie                               | 5191      |
| JDA Dijon                   | Dijon                | Palais des Sports Jean-Michel Geoffroy      | 4600      |
| BCM Gravelines Dunkerque    | Gravelines           | Sportica                                    | 3500      |
| Le Mans Sarthe Basket       | Le Mans              | Antarès                                     | 6003      |
| Levallois SC                | Levallois            | Palais des Sports Marcel Cerdan             | 3000      |
| CSP Limoges                 | Limoges              | Palais des sports de Beaublanc              | 5500      |
| ASVEL Basket                | Villeurbanne         | Astroballe                                  | 5643      |
| CRO Lyon Basket             | Lyon                 | Palais des sports de Lyon                   | 6500      |
| Montpellier Paillade Basket | Montpellier          | Palacio de los Deportes Pierre de Coubertin | 4003      |
| Paris Basket Racing         | París                | Stade Pierre-de-Coubertin                   | 4200      |
| Élan Béarnais Pau-Orthez    | Pau-Orthez           | Palais des Sports de Pau                    | 7813      |
| ASA Sceaux                  | Sceaux               | Gymnase des Clos Saint Marcel               | -         |

## Resultados

### Temporada regular
|     | Equipo                      | J  | G  | P  | PF   | PC   | Pts | Clasificación    |
| --- | --------------------------- | -- | -- | -- | ---- | ---- | --- | ---------------- |
| 1.  | CSP Limoges                 | 26 | 23 | 3  | 2043 | 1675 | 49  | playoff          |
| 2.  | Olympique d'Antibes         | 26 | 20 | 6  | 2307 | 2085 | 46  | playoff          |
| 3.  | Cholet Basket               | 26 | 18 | 8  | 2153 | 1987 | 44  | playoff          |
| 4.  | Élan Béarnais Pau-Orthez    | 26 | 17 | 9  | 2171 | 2011 | 43  | playoff          |
| 5.  | JDA Dijon                   | 26 | 17 | 9  | 2375 | 2207 | 43  | playoff          |
| 6.  | Paris Basket Racing         | 26 | 15 | 11 | 2112 | 2041 | 41  | playoff          |
| 7.  | ASVEL Basket                | 26 | 13 | 13 | 2178 | 2140 | 39  | playoff          |
| 8.  | BCM Gravelines              | 26 | 12 | 14 | 1997 | 2075 | 38  | playoff          |
| 9.  | Montpellier Paillade Basket | 26 | 12 | 14 | 2013 | 2129 | 38  | playoff          |
| 10. | ASA Sceaux                  | 26 | 10 | 16 | 2019 | 2075 | 36  | playoff          |
| 11. | Levallois SC                | 26 | 10 | 16 | 2048 | 2179 | 36  | playoff          |
| 12. | CRO Lyon Basket             | 26 | 8  | 18 | 2122 | 2258 | 34  | playoff          |
| 13. | Le Mans Sarthe Basket       | 26 | 5  | 21 | 1953 | 2204 | 31  |                  |
| 14. | ESPE Basket                 | 26 | 2  | 24 | 1851 | 2276 | 28  | Desciede a Pro B |

### Playoff
|  | Octavos de final               | Octavos de final       |                        |                             | Cuartos de final | Cuartos de final       |   |  | Semifinales | Semifinales |  |  | Final | Final |
|  |                                |                        |                        |                             |                  |                        |   |  |             |             |  |  |       |       |
|  |                                |                        |                        |                             |                  |                        |   |  |             |             |  |  |       |       |
|  |                                |                        |                        |                             |                  |                        |   |  |             |             |  |  |       |       |
|  | 1. CSP Limoges                 | 2                      |                        |                             |                  |                        |   |  |             |             |  |  |       |       |
|  | 1. CSP Limoges                 | 2                      | 8. BCM Gravelines      | 2                           |                  |                        |   |  |             |             |  |  |       |       |
|  |                                | 8. BCM Gravelines      | 8. BCM Gravelines      | 2                           | 0                |                        |   |  |             |             |  |  |       |       |
|  | 9. Montpellier Paillade Basket | 8. BCM Gravelines      | 0                      |                             | 0                | 1. CSP Limoges         | 2 |  |             |             |  |  |       |       |
|  | 9. Montpellier Paillade Basket |                        | 0                      |                             |                  | 1. CSP Limoges         | 2 |  |             |             |  |  |       |       |
|  |                                |                        |                        | 4. Élan Béarnais Pau-Orthez | 1                |                        |   |  |             |             |  |  |       |       |
|  | 4. Élan Béarnais Pau-Orthez    | 2                      |                        | 4. Élan Béarnais Pau-Orthez | 1                |                        |   |  |             |             |  |  |       |       |
|  | 4. Élan Béarnais Pau-Orthez    | 2                      | 5. JDA Dijon           | 1                           |                  |                        |   |  |             |             |  |  |       |       |
|  |                                | 12. CRO Lyon Basket    | 5. JDA Dijon           | 1                           | 0                |                        |   |  |             |             |  |  |       |       |
|  | 12. CRO Lyon Basket            | 12. CRO Lyon Basket    | 2                      |                             | 0                | 1. CSP Limoges         | 2 |  |             |             |  |  |       |       |
|  | 12. CRO Lyon Basket            |                        | 2                      |                             |                  | 1. CSP Limoges         | 2 |  |             |             |  |  |       |       |
|  |                                |                        |                        | 2. Olympique d'Antibes      | 0                |                        |   |  |             |             |  |  |       |       |
|  | 2. Olympique d'Antibes         | 2                      |                        | 2. Olympique d'Antibes      | 0                |                        |   |  |             |             |  |  |       |       |
|  | 2. Olympique d'Antibes         | 2                      | 7. ASVEL Basket        | 2                           |                  |                        |   |  |             |             |  |  |       |       |
|  |                                | 7. ASVEL Basket        | 7. ASVEL Basket        | 2                           | 1                |                        |   |  |             |             |  |  |       |       |
|  | 10. ASA Sceaux                 | 7. ASVEL Basket        | 1                      |                             | 1                | 2. Olympique d'Antibes | 2 |  |             |             |  |  |       |       |
|  | 10. ASA Sceaux                 |                        | 1                      |                             |                  | 2. Olympique d'Antibes | 2 |  |             |             |  |  |       |       |
|  |                                |                        |                        | 6. Paris Basket Racing      | 0                |                        |   |  |             |             |  |  |       |       |
|  | 3. Cholet Basket               | 1                      |                        | 6. Paris Basket Racing      | 0                |                        |   |  |             |             |  |  |       |       |
|  | 3. Cholet Basket               | 1                      | 6. Paris Basket Racing | 2                           |                  |                        |   |  |             |             |  |  |       |       |
|  |                                | 6. Paris Basket Racing | 6. Paris Basket Racing | 2                           | 2                |                        |   |  |             |             |  |  |       |       |
|  | 11. Levallois SC               | 6. Paris Basket Racing | 0                      |                             | 2                |                        |   |  |             |             |  |  |       |       |
|  | 11. Levallois SC               |                        | 0                      |                             |                  |                        |   |  |             |             |  |  |       |       |

## Premios de la LNB
MVP de la temporada regular
- MVP extranjero :  Michael Young (CSP Limoges)
- MVP francés :  Antoine Rigaudeau (Cholet Basket)

Jugador revelación
- Alain Digbeu ASVEL Basket)

Mejor defensor
- Richard Dacoury (CSP Limoges)

Mejor entrenador
- Božidar Maljković (CSP Limoges)